# 绍洛蒙

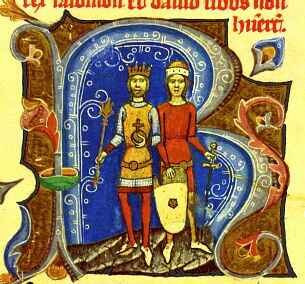
描繪在匈牙利編年史中的绍洛蒙及其弟大衛

绍洛蒙（匈牙利語：Salamon；1053年—1087年），匈牙利阿爾帕德王朝國王（1063年—1074年在位）。安德拉什一世的長子，貝拉一世之侄兒。
1053年，绍洛蒙出生，這斷絕了安德拉什一世的弟弟貝拉公爵的繼承願望。其後，安德拉什一世因中風而癱瘓，為了讓绍洛蒙能夠順利繼承王位，安德拉什一世於1057年將绍洛蒙加冕為國王，更為绍洛蒙於1058年9月娶了已去世的亨利三世的女兒、神聖羅馬帝國皇帝亨利四世的妹妹朱迪思為妻。根據匈牙利編年史記載，安德拉什一世約了貝拉公爵於蒂紹瓦爾科尼見面，安德拉什一世有意試探貝拉有沒有覬覦王位，貝拉因早已收到他的黨羽通知，沒有露出他的意圖，並其後出走波蘭，要求妻舅波蘭公爵波列斯瓦夫二世的軍事協助爭奪王位。安德拉什一世亦得到盟友神聖羅馬帝國的巴伐利亞及薩克森援軍的幫助。1060年，兩軍在蒂薩河以東進行了決戰，安德拉什一世被打敗及受傷被虜，最終傷重死亡。貝拉一世繼承王位。绍洛蒙逃至神聖羅馬帝國。
1063年，神聖羅馬帝國協助绍洛蒙奪回王位而出兵匈牙利，兩軍並未交戰，貝拉一世死於意外事故，被自己御座上突然倒塌的的華蓋壓死。绍洛蒙於1063年9月再度加冕為國王。當德意志大軍退出匈牙利後，貝拉一世的三個兒子、绍洛蒙的堂兄蓋薩、拉斯洛及蘭珀特由波蘭回到匈牙利，於1064年1月20日在焦爾與绍洛蒙達成協議，三人承認绍洛蒙為國王，而绍洛蒙賜回他們父親原本擁有佔匈牙利三分之一的土地的公國。由1064年至1071年，他們堂兄弟之間緊密合作，相安無事，分別於1067年及1071年一同攻打波希米亞及拜占庭帝國。1074年3月14日，蓋薩一世由其妹夫奧洛穆克的奧托大軍協助下擊敗绍洛蒙。绍洛蒙只好出逃，回到他的根據地莫雄馬扎爾古堡，蓋薩一世登上王位，被貴族們承認為匈牙利國王。绍洛蒙只能在亨利四世的協助下統治莫雄馬扎爾古堡及普萊斯堡。1077年，蓋薩一世逝世，他的弟弟拉斯洛一世約承王位，1079年，拉斯洛一世攻陷莫雄馬扎爾古堡。1081年，绍洛蒙決定退位以換回統治普萊斯堡及取得足以開銷的收入。其後因為绍洛蒙意圖推翻而被囚禁於維謝格拉德。1083年被釋放，直至1087年逝世。
| 绍洛蒙 阿爾帕德王朝 | 绍洛蒙 阿爾帕德王朝      | 绍洛蒙 阿爾帕德王朝 |
| 統治者頭銜          | 統治者頭銜               | 統治者頭銜          |
| ------------------- | ------------------------ | ------------------- |
| 前任者： 貝拉一世   | 匈牙利國王 1063年–1074年 | 繼任者： 蓋薩一世   |